# Гиацинт (минерал)
Гиаци́нт (др.-греч. ὑάκινθος [hyakinthos]) — минерал, драгоценный камень, прозрачная красновато-коричневая марганецсодержащая ювелирная разновидность циркона с сильным алмазным блеском.
Назван в честь древнегреческого принца Гиацинта и одноимённого цветка, якобы выросшего из его крови и чья окраска схожа с цветом камня.

## Свойства

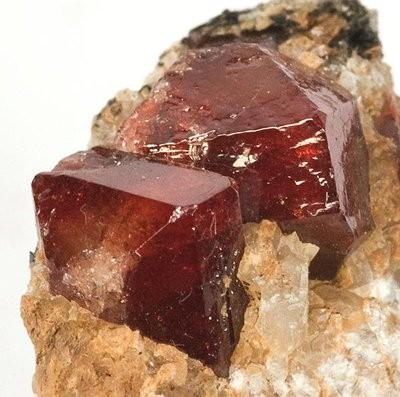

Кристаллы — четырёхгранные призмы с бипирамидальными головками. Долго находясь на солнечном свету темнеет и становится матовым. Восстанавливает цвет при сильном нагревании в кислотной среде. Часто содержит примеси редкоземельных и иногда — радиоактивных элементов.

## Месторождения
Гиацинты добывают в Таиланде, Вьетнаме, Шри-Ланке, Индии, Камбодже, ЮАР, России (Якутия, Урал), Бразилии, США, Франции, на Мадагаскаре.

## Применение

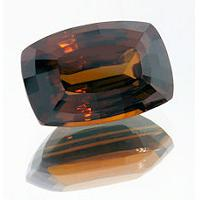
Огранённый гиацинт

Очень редкий, ценимый коллекционерами и ювелирами камень (огранка обычно фасеточная, как у бриллианта, редко кабошон). Вес камня обычно 1—4 карата, исключительно редко до 10 карат. Самый большой в мире огранённый гиацинт весит 75,8 карата (красно-бурый, из Бирмы).

## Гиацинт в нетрадиционной медицине
Считается, что кровавого цвета цирконы-гиацинты являются универсальными целителями, способными очистить весь организм. Имеются утверждения, что гиацинт способствует достижению эмоционального равновесия и лечит бессонницу, стимулирует работу печени, улучшая аппетит, и помогает при запорах (что никак не доказано и весьма сомнительно). Гиацинт считается камнем Водолеев.